# Raphaël Colantonio
Raphaël Colantonio (1971) é um projetista e diretor francês de jogos eletrônicos, mais conhecido por ter fundado a Arkane Studios e dirigido títulos como Arx Fatalis, Dishonored e Prey.

## Biografia
Colantonio participou aos dezoito anos de idade no final da década de 1980 de um concurso provido pela Electronic Arts (EA) sobre conhecimentos da série Ultima, a qual ele era fã. Colantonio não sabia que o verdadeiro propósito do concurso era encontrar pessoas qualificadas para trabalharem em um novo estúdio que a companhia estava criando na França. Ele foi contratado pela EA e ajudou a estabelecer os serviços franceses de suporte ao cliente da empresa.
Com o crescimento da popularidade dos consoles de mesa no decorrer da década de 1990, ele percebeu uma mudança de mentalidade na EA em direção da produção de mais jogos esportivos, algo que ele não estava tão interessado em trabalhar, assim deixou a empresa e trabalhou brevemente na Infogrames Entertainment. Colantonio decidiu por volta de 1999 formar sua própria desenvolvedora e, com ajuda financeira de seu tio e mais três amigos, fundou a Arkane Studios em Lyon.
Pelos dezoito anos seguintes, Colantonio trabalhou como diretor de criação e projetista de todos os títulos da Arkane, como Arx Fatalis, Dishonored e Prey. Ele deixou a empresa, em junho de 2017, afirmando que queria passar mais tempo com sua família, e reavaliar seus objetivos de vida para o futuro. Dois anos depois ele fundou a WolfEye Studios junto com Julien Roby.